# Paola Blandi
Paola Blandi, all'anagrafe Paola Irene Sofia Blandi (Milano, 25 marzo 1955), è una paroliera italiana.
Nella sua attività ha scritto canzoni per molti artisti, tra cui Mina e Ornella Vanoni.

## Biografia
Dopo essersi diplomata, si iscrive alla facoltà di filosofia e inizia a lavorare come dj in una radio.
Diventa autrice di testi grazie all'incontro con Beppe Cantarelli.
In SIAE risultano depositate a suo nome settanta canzoni.

## Canzoni scritte da Paola Blandi
| Anno | Titolo              | Autori del testo | Autori della musica | Interpreti     |
| ---- | ------------------- | ---------------- | ------------------- | -------------- |
| 1978 | Il mio canto sei tu | Paola Blandi     | Beppe Cantarelli    | Mina           |
| 1978 | Volo via            | Paola Blandi     | Beppe Cantarelli    | Ornella Vanoni |
| 1979 | Non ci credo più    | Paola Blandi     | Beppe Cantarelli    | Marcella Bella |
| 1979 | Non tornerò         | Paola Blandi     | Beppe Cantarelli    | Mina           |
| 1979 | Sei metà            | Paola Blandi     | Beppe Cantarelli    | Mina           |
| 1982 | Sono Tich           | Paola Blandi     | Andrea Tich         | Andrea Tich    |
| 1982 | Brutto affare       | Paola Blandi     | Andrea Tich         | Andrea Tich    |
| 1983 | Italian Boys        | Paola Blandi     | Flaviano Cuffari    | Camaleonti     |
| 1984 | C'est la vie        | Paola Blandi     | Massimo Guantini    | Tiziana Rivale |